# Estación Sarratea
La Estación Sarratea es una estación de trenes ubicada en el norte de la ciudad de Rosario, Provincia de Santa Fe, Argentina.

## Ubicación
Está ubicada en la zona norte de la ciudad, a la altura de 1200 de la calle Gallo.

## Historia
La estación comenzó a operar en la década de 1890 en las vías del Ferrocarril Buenos Aires a Rosario, empresa absorbida por la compañía Ferrocarril Central Argentino en 1908. El ferrocarril salía desde el nodo Patio Parada y seguía hacia el norte con destino en la ciudad de Santa Fe, capital de la provincia.
Luego de la nacionalización de los ferrocarriles en 1948, la estación fue manejada por el Ferrocarril General Bartolomé Mitre. En 1977 fue clausurada, durante el proceso de eliminación de casi todos los servicios de pasajeros del país. Como las otras estaciones del antiguo Ferrocarril Mitre, el predio está a cargo del Nuevo Central Argentino.